# Bannock County
Bannock County is een county in de Amerikaanse staat Idaho.
De county heeft een landoppervlakte van 2.883 km² en telt 75.565 inwoners (volkstelling 2000). De hoofdplaats is Pocatello.